# Manuel de Codage
El Manuel de Codage ('manual de codificació' en francés, pronunciació francesa: [manɥɛl də kɔdaʒ]), abreujat com a MdC, és un sistema estàndard per a la codificació informàtica de textos jeroglífics egipcis i la seva transliteració.

## Història
L'any 1984 un comitè va ser assignat amb la tasca dedesenvolupar un sistema uniforme per a la codificació de textos jeroglífics en l'ordinador. El resultat fou el «Manual per a la codificació de textos herogífics per a l'entrada d'ordinador» (Jan Buurman, Nicolas Grimal, Jochen Hallof, Michael Hainsworth i Dirk van der Plas, Informatique et Egyptologie 2, París: 1988) és generalment escurçat a Manuel de Codage. Presenta manera fàcil d'usar de codificar l'escriptura jeroglífica així com la transliteració jeroglífica abreujada. El sistema de codificació del Manuel de Codage ha estat adoptat des de llavors per l'Egiptologia internacional com l'estàndard comú oficial per registrar textos jeroglífics en l'ordinador.

## Llista d'uniliterals fonamentals en MdC
| A |

| A |

| i |

| i |

| i · i |

| i · i |

| y |

| y |

| a |

| a |

| w |

| w |

| W |

| W |

| b |

| b |

| p |

| p |

| f |

| f |

| m |

| m |

| M |

| M |

| n |

| n |

| N |

| N |

| r |

| r |

| l |

| l |

| h |

| h |

| H |

| H |

| x |

| x |

| X |

| X |

| z |

| z |

| s |

| s |

| S |

| S |

| q |

| q |

| k |

| k |

| g |

| g |

| t |

| t |

| T |

| T |

| d |

| d |

| D |

| D |

El MdC especifica un mètode per codificar electrònicament textos egipcis antics complets, indicant moltes de les característiques que caracteritzen l'escriptura jeroglífica, com ara la ubicació, orientació, color, i fins i tot la mida de jeroglífics individuals. Els jeroglífics no inclosos en la llista de uniliterals fonamentals són referits pel seu número de Gardiner. Aquest sistema és utilitzat (encara que freqüentment amb modificacions) per diversos paquets de programari desenvolupats per a la composició de textos jeroglífics (com ara SignWriter, WinGlyph, MacScribe, Inscriu, Glyphotext o WikiHiero). És també el sistema fet servir a Viquipèdia per introduir fragments en jeroglífic.
El sistema del MdC està basat en part en la representació habitual de les fórmules algebràiques. Algunes de les seues regles són:
- El signe "-" concatena els signes o grup de signes entre els quals és col·locat.
- El signe ":" col·loca el primer signe o grup de signes per sobre del segon signe o grup de signes.
- El signe "*" juxtaposa dos signes o grups de signes
- Els parèntesi "()" formen una agrupació compacta de signes ordenats segons la resta de regles, la qual és tractada com si fora un signe individual.
- Els tiples "< >" marquen els cartutxos.
- Un signe d'exclamació "!" indica el final d'una línia.
- Dos signes d'exclamació "!!" indiquen el final d'una pàgina.

- El nom Amenhotep, en jeroglífics | i | mn · n | R4 · t · p |, seria transliterat així: i-mn:n-R4:t*p, on mn significa| mn | I R4 és el número de Gardiner per al jeroglífic | Htp |En comptes d'escriure R4, un podria utilitzar Htp, però no tots els signes en la llista de Gradiner poden ser transliterats d'aquesta manera, puix hi ha molts jeroglífics transliterats amb el mateix caràcter llatí (en el cas dels uniliterals) o caràcters (en el cas dels bilaterals i triliterals). El jeroglífic utilitzat més freqüentment va ser escollit per ser representat per una lletra o combinació de lletres determinada. Per això n significa| n | i no | S3 |, el qual fonèticament és també representat amb n.
- Per tal d'afegir un cartutx, tal com es veu en|             |        |            |
| \| \| \| \| |        |            |
|             |        |            |
| i           | mn · n | R4 · t · p |

| i | mn · n | R4 · t · p |

|             |        |            |
| \| \| \| \| |        |            |
|             |        |            |
| i           | mn · n | R4 · t · p |

| i | mn · n | R4 · t · p |, hom hauria d'escriure < i-mn:n-R4:t*p > o bé < i-mn:n-:Htp:t*p >